# 达乌拉特普尔乌帕齐拉 (库什蒂亚县)
达乌拉特普尔乌帕齐拉，是孟加拉国的一个乌帕齐拉，位於库尔纳专区的库什蒂亚县。

## 地理
达乌拉特普尔位于24°00′05″N 88°52′30″E / 24.0014°N 88.8750°E，有66479户家庭，总面积为468.76平方千米。1991年人口普查，该地区有360,706人。